# Bogata de Jos
Bogata de Jos – wieś w Rumunii, w okręgu Kluż, w gminie Vad. W 2011 roku liczyła 254 mieszkańców.